# Sainte Catherine (Le Greco)
Pour les articles homonymes, voir Sainte Catherine (homonymie).
Sainte Catherine est un tableau (100,5 × 63,8 cm) réalisé par Le Greco vers 1600-1614, représentant la martyre sainte Catherine.
Il est conservé au musée des beaux-arts de Boston.

## Composition
La sainte est montrée dans une position verticale, presque fière, avec une couronne sur la tête qui lui donne plus de solennité et de dignité. Elle tient une palme, signe de sainteté, dans la main gauche, posée sur la roue dentée symbole de son martyre. Dans la main droite, elle tient une épée, rappelant l'arme qui a servi à la tuer. La peinture est peinte avec des coups de pinceau épais, caractéristiques des œuvres tardives du Greco.

## Analyse
Le Greco a créé plusieurs versions de sainte Catherine. Dans la version de Boston, la sainte regarde directement le spectateur. Dans la deuxième version de la collection privée de New York, elle tourne son regard vers la gauche avec le calme et la mélancolie dessinés sur son visage. Dans la version du musée Cau Ferrat, version datée par Jacques Lassaigne d'une décennie plus tôt, Catherine est dépeinte comme une Marie-Madeleine pénitente. Le Greco a utilisé le même geste de la main pressée contre la poitrine et le même regard suppliant.
Elle est vêtue d'une robe rouge et un manteau bleu ciel, replié sur le bras gauche, aux reflets nacrés qui rappelle les derniers Apôtres du maître. Elle se détache du ciel traversé de nuages, un halo bleu lui faisant auréole.